# Antonio Carbonell
Antonio Carbonell Muñoz, född 30 november 1969 i Madrid, är en spansk flamencosångare och kompositör.
Antonio Carbonell är av en musikalisk romsk familj. Han är son till sångaren och gitarristen Montoyita, farbror till sångerskan Estrella Morente samt kusin till medlemmarna i flamencogruppen Ketama.
Carbonell släppte sitt debutalbum, Ilusiones, 1995. Han representerade Spanien i Eurovision Song Contest 1996 med bidraget ¡Ay, Que Deseo! och kom på 20:e plats med 17 poäng.
Carbonell har även medverkat på en rad samlingsalbum för flamencomusik.

## Diskografi

### Album
- Ilusiones (1995)
- ¡Ay, Que Deseo! (1996)

### Singlar
- Represento (1992)
- Baila! (Swing Da Cor) (1993)
- Didí (1993)
- ¡Ay, Que Deseo! (1996)